# SPF-Danmark
SPF-Danmark A/S er en dansk virksomhed, der varetager planlægning, transport og handel med grise i Danmark samt til eksport. 
SPF-Danmark blev etableret i 1971, som et selskab der skulle udbrede SPF-systemet til danske svineproducenter. Administrationen blev placeret i Andelsslagteriernes Fælleskontor. 
I 1980 blev der etableret regionskontorer i Vejen, Vodskov og Axelborg. I 1989 blev hovedkontoret flyttet til Vejen, hvor det fortsat findes. 
I 2008 købte Danish Crown og Tican de tre kommercielle driftsenheder under SPF-Danmark. I 2016 overtog Danish Crown Ticans aktieandel og SPF-Danmark A/S har siden være 100 % ejet af Danish Crown. 
Styringen af SPF-systemet er i dag placeret hos Landbrug & Fødevarer.